# Marco Klingberg
Marco Klingberg (* 23. Juni 1974) ist ein ehemaliger deutscher Basketballspieler. Der 1,85 Meter große Flügelspieler spielte in der Basketball-Bundesliga für den SV Tübingen.

## Karriere
Klingberg spielte in der Jugend von Einheit Pädagogik Magdeburg sowie ab 1990 für die Herrenmannschaft des OSC Magdeburg in der Regionalliga sowie der 2. Basketball-Bundesliga. 1994 wechselte er innerhalb der 2. Bundesliga zum MTV Wolfenbüttel, wo er in der Spielzeit 1994/95 auf Korbjagd ging, gefolgt von fünf Jahren beim OSC Wolmirstedt, für den er ebenfalls in der zweithöchsten deutschen Klasse auf dem Feld stand.
Zur Saison 2000/01 wurde Klingberg vom SV Tübingen unter Vertrag genommen und stieg mit der Mannschaft im Frühjahr 2001 in die Basketball-Bundesliga auf. Anfang Juli 2001 musste er sich einer Knieoperation unterziehen und anschließend monatelang pausieren. In der ersten Liga lief er während des Spieljahres 2001/02 in elf Partien für Tübingen auf und erzielte im Durchschnitt 2,6 Punkte je Begegnung. Nach zwei Jahren in Tübingen ging Klingberg 2002 zum BBC Magdeburg, bei dem er bis 2009 Leistungsträger in der ersten Regionalliga war. Nach einer zweijährigen Zwischenstation beim Aschersleben Tigers BC (2009 bis 2011), mit dem er 2011 von der zweiten in die erste Regionalliga aufstieg, kehrte er nach Magdeburg zurück und war dort noch in der Saison 2011/12 wiederum in der ersten Regionalliga tätig.
Im Sommer 2022 trat Klingberg bei den SBB Baskets Wolmirstedt eine Stelle als hauptamtlicher Jugendtrainer an. Von Januar bis März 2025 übernahm Klingberg aushilfsweise das Traineramt beim Regionalligisten Aschersleben Tigers BC.